# Albina Stadion
Het Albina Stadion of Papatam Station is een voetbalstadion in de oost-Surinaamse grensplaats Albina. Het is de thuisbasis voor de Eerste Divisie-club SV Papatam.
In 2013 werd de verbouwing van het stadion door de Albina Sport Bond voltooid, waardoor er dankzij verlichting later op de dag gespeeld kan worden. Ervoor vonden de wedstrijden om half drie 's middags plaats, wanneer het bij zonnig weer erg warm is. Door de verbouwing zouden de wedstrijden meer publiek moeten trekken.